# Samson de Dol
Pour les articles homonymes, voir Saint-Samson.
Samson de Dol, né vers 495 dans la Glamorgan et mort à Dol-de-Bretagne vers 565, est l'un des nombreux saints bretons que les traditions font venir des pays celtiques d'outre-Manche, lors de l'émigration bretonne en Armorique. Il est l'un des sept saints fondateurs de Bretagne. La ville de Dol est une étape du pèlerinage médiéval des sept saints de Bretagne continentale appelé Tro Breizh (Tour de Bretagne).
Il a fondé l’abbaye de Dol et il est le patron du diocèse dont celle-ci devint le chef-lieu à l’époque carolingienne. La souscription aux Actes du troisième concile de Paris (vers 560-563) d'un episcopus Samsonus, bien qu'aucun siège ne lui soit attribué, semble attester de l'historicité de Samson de Dol. Une première « Vie », écrite en latin (VIIe s. ? - IXe s. ?), est la « tête de série » de l’hagiographie bretonne.

## Sources
Il existe deux Vies très anciennes de saint Samson. La Vita prima sancti Samsonis, quelle que soit la date exacte qu'on lui assigne (les estimations sont allées du VIIe siècle au début du IXe siècle ; VIIIe siècle selon P. Flobert), est en tout cas le monument le plus ancien de l'hagiographie bretonne, et le plus ancien document conservé sur l'émigration bretonne en Armorique. La Vita secunda est d'époque carolingienne (milieu du IXe siècle ?). Il faut mentionner aussi, bien plus tardive, la Vita Samsonis de l'archevêque de Dol du début du XIIe siècle Baudri de Bourgueil. L'hagiographie de saint Samson occupe dans la Bibliotheca hagiographica latina les cotes BHL 7478-86.
Contrairement à beaucoup d'autres saints bretons du haut Moyen Âge, saint Samson est un personnage historiquement attesté : il a signé les actes du 3e concile de Paris (557), et le roi Childebert Ier lui a fait don du site où il a fondé l'abbaye de Pental (sur l'actuelle commune de Saint-Samson-de-la-Roque, dans l'Eure), site fouillé à partir de 1922 et où des vestiges de l'époque ont été mis au jour.

## Hagiographie

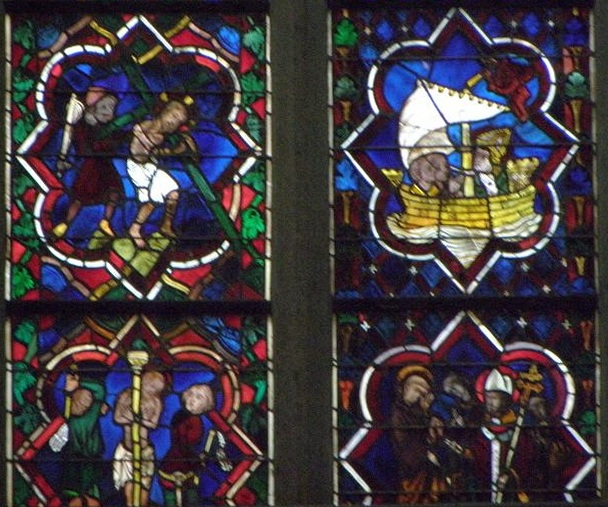
Maîtresse vitre du XIIIe siècle au chevet de la cathédrale de Dol représentant la traversée de la Manche de saint Samson.

Selon l'hagiographie, Samson est l'aîné de cinq frères et d'une sœur. Son père Amon est un noble du royaume de Dyfed et sa mère Anna du Royaume de Gwent. Anna souffre de stérilité au début de son mariage, à l'instar d'Anne, la grand-mère de Jésus dont l'hagiographe s'est probablement inspiré. Le couple va consulter un maître possédant des dons de voyance pour être exaucé de Dieu et avoir un enfant. Ce dernier enjoint à Amon de faire une verge d'argent égale à sa femme (trace d'emprunt de ce thème à un texte apocryphe, le Livre de la nativité de Marie). Obéissant à ce maître, le couple voit son vœu exaucé et l'enfant naît à la fin du Ve siècle dans le sud du Pays de Galles.
Pour le consacrer à Dieu, ils l'envoient au monastère de Llaniltud Fawr, aujourd'hui Llantwit Major (près de Cardiff). Il y est l'élève de saint Ildut qui a aussi laissé son nom à Lanildut (au nord-ouest de Brest) et aurait été un compagnon d'études de Paul Aurélien. Selon des traditions plus tardives, Samson se serait fait remarquer par sa capacité à commander aux oiseaux destructeurs de récolte. Une fois ordonné diacre puis prêtre par l'évêque de Llandaff Dubrice, il rejoint le monastère d'Ynys Bŷr’ (aujourd'hui « abbaye de Caldey ») et y devient abbé à la suite de la mort accidentelle de l’abbé Piron (en) en 521. Il convertit sa famille immédiate (sauf sa sœur cadette) à la vie monastique.

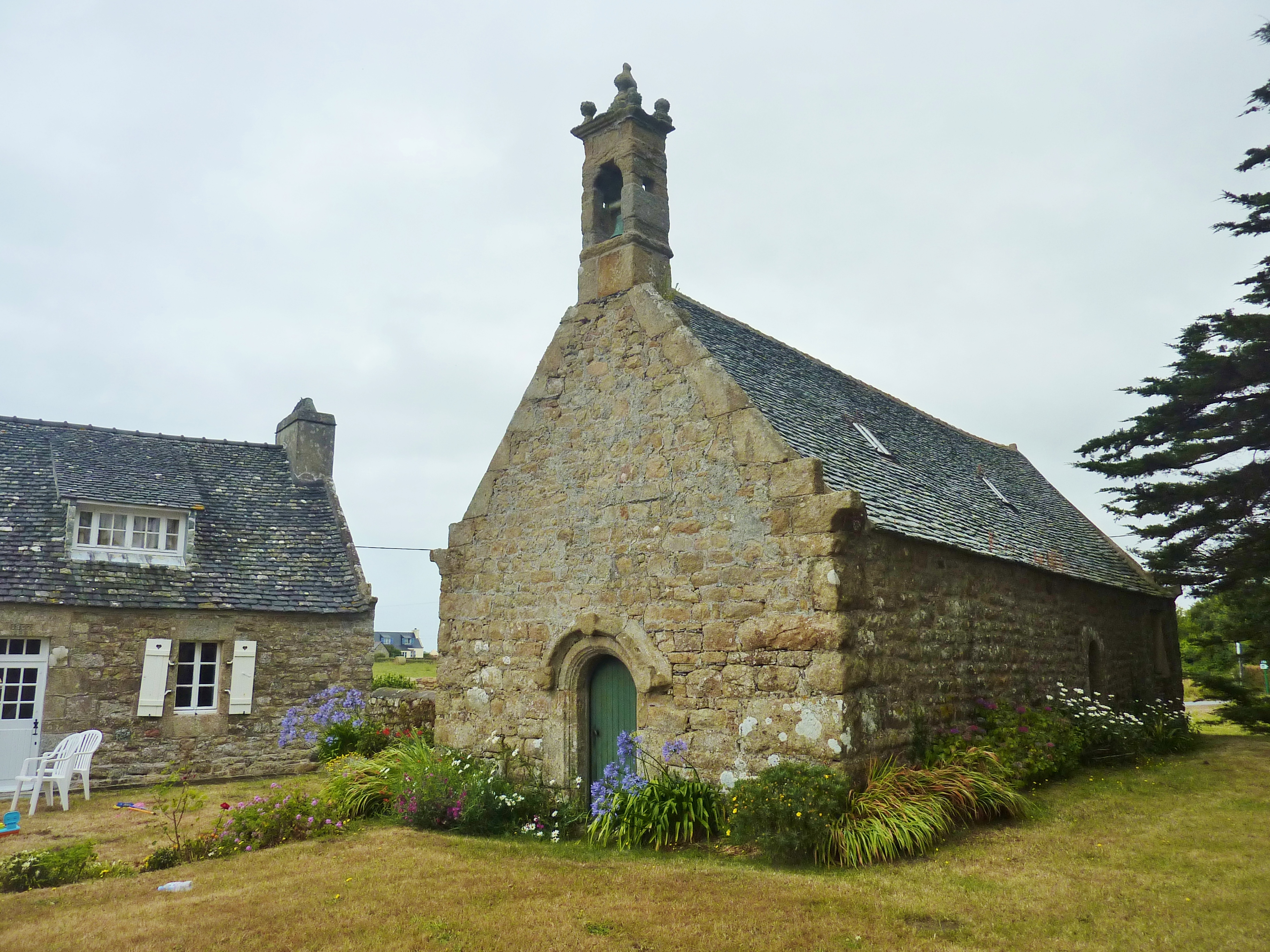
La chapelle Saint-Samson dans le hameau éponyme (en Plougasnou).

Se sentant attiré par la vie érémitique, il suit dans leur île des Irlandais de retour de Rome et y séjourne au monastère de Dun Etair. Rentré au Pays de Galles, il accède à l'épiscopat, exerçant comme abbé-évêque. Après avoir récusé sa charge, il part se réfugier dans le monastère de St Kew en Cornouailles.
Comme d’autres saints fondateurs, il traverse la Manche pour encadrer ses compatriotes qui s'établissent en Armorique : ces ecclésiastiques constituent alors l'élément instruit des familles qui dirigent ce mouvement migratoire. Après une étape sur l'île de Guernesey (dont il en reste un souvenir dans la paroisse de Saint-Samson), il s'établit sur les lieux où devait s'élever la ville de Dol, et y fonde un monastère vers 530-540. Des traditions lui font préalablement construire ce monastère à Carfantin et à Lanmeur.
Il s’entremet dans une crise politique entre le roi franc Childebert Ier et le chef breton Judual qu’il contribue à faire libérer et rétablir dans ses droits sur la Domnonée contre l'usurpateur Conomor vers 570. La donation par le roi Mérovingien du monastère de Pentale (Saint-Samson-de-la-Roque) parachève la mise en place par Samson, de part et d’autre de la Manche, d’un réseau monastique contrôlé par sa famille. Il meurt vers 565 (date approximative la plus généralement admise) et est enterré dans son monastère de Dol.

## Éléments politiques et légendaires dans les vitae
Les Vitae de saint Samson transmettent, sur le mode hagiographique, des éléments politiques (tentative d'usurpation en Domnonée armoricaine de Conomor, allié de Childebert) et légendaires : récits de combats contre les dragons qui infestent le territoire de la famille du saint. Selon Bernard Merdrignac, « il faut interpréter ces récits comme des mythes de fondation qui visent à garantir l’extension territoriale des nouveaux évêchés de Domnonée » ; combat contre la « théomaque » qui apparaît comme une vieille sorcière aux cheveux blancs. « Cet épisode révélerait la permanence du paganisme, explique Bernard Rio, auteur d’un ouvrage sur les saints bretons. C’est sans doute une réminiscence du séjour de Samson en Irlande et une adaptation médiévale d’un récit plus ancien ».

## Vénération, fêtes, «souvenirs»...

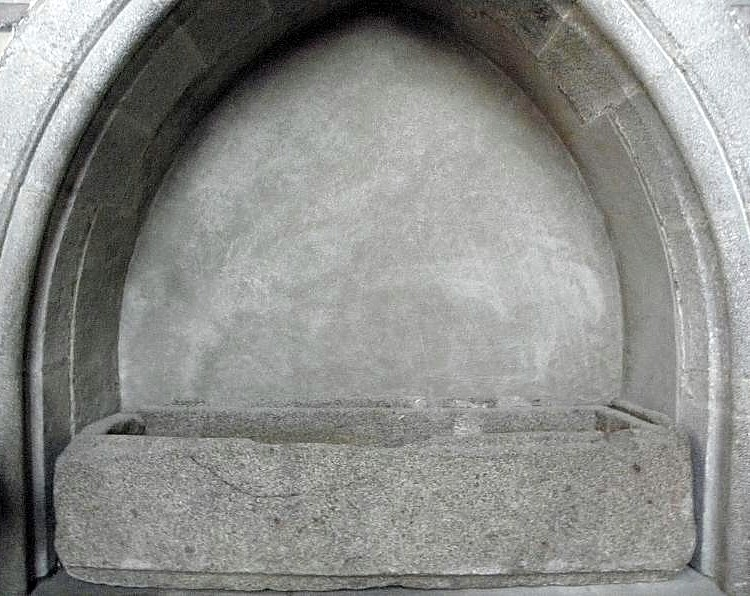
Les pèlerins du Tro Breiz viennent prier sur le sarcophage que la tradition populaire attribue à saint Samson, en la cathédrale de Dol-de-Bretagne.

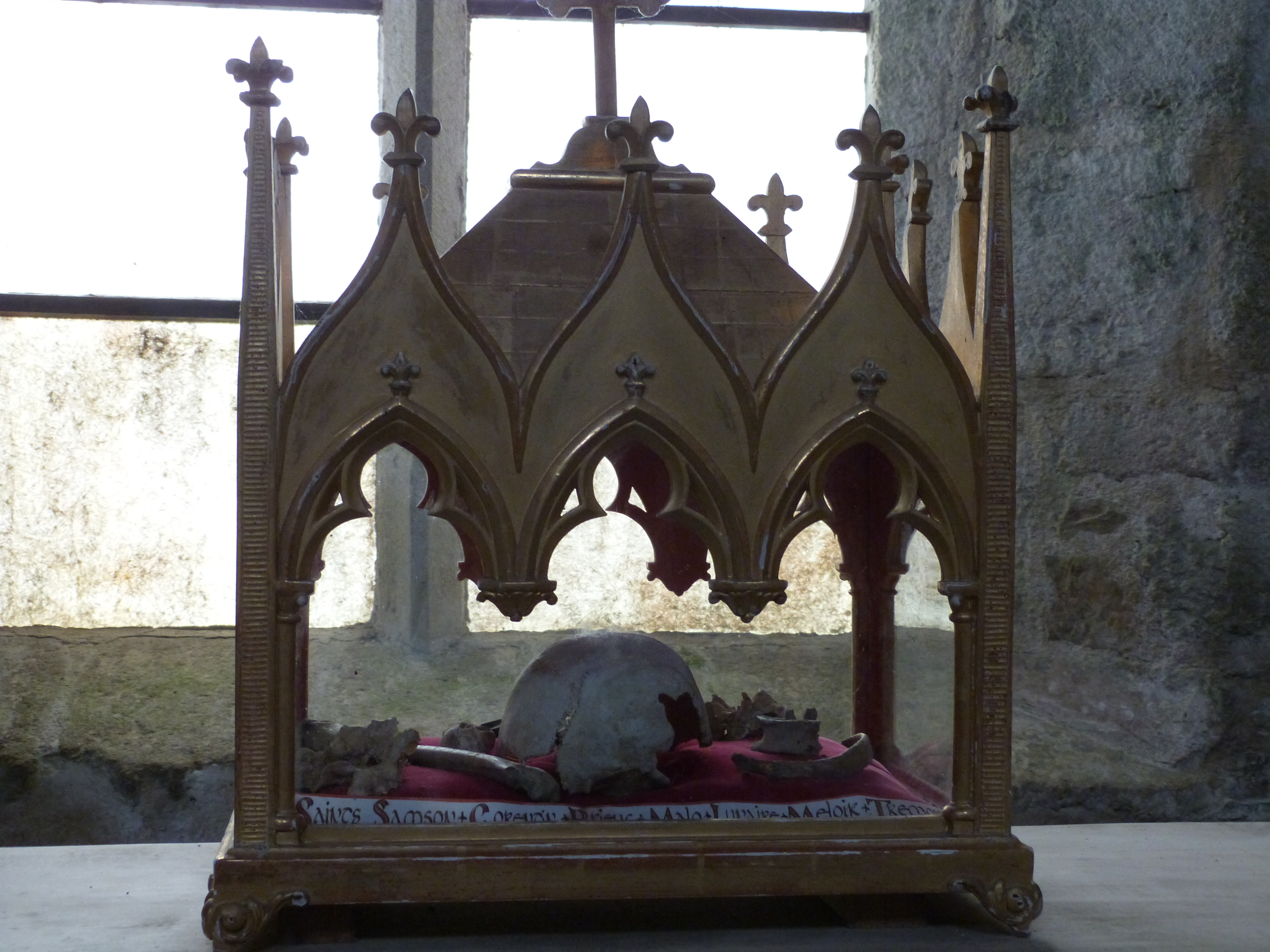
L'abbaye Notre-Dame de Boquen abrite un reliquaire contenant des ossements de Saint Samson.

Le sarcophage que la tradition populaire attribue à saint Samson, se trouve dans la cathédrale du même nom à Dol-de-Bretagne. Saint Samson a donné son nom à Saint-Samson-sur-Rance, près de Dinan et un hameau de Plougasnou porte son nom, ainsi que la chapelle qui s'y trouve. Une chapelle porte son nom à Landunvez (Finistère) ainsi qu'à Pleumeur-Bodou (Côtes d'Armor). Son culte s'est diffusé hors de Bretagne, notamment à Jersey et à Guernesey (Saint-Samson), ainsi qu'en Normandie, à Saint-Samson-sur-Risle (Saint-Samson-de-la-Roque), dans le département de l'Eure actuel. L'église du bourg de La Roche-Guyon (Val-d'Oise) lui est dédiée ; une légende locale dit qu'il y aurait pris femme avant de se faire moine. Il est réputé avoir délivré une femme possédée du démon. L'église de la ville de Clermont et celle du village de Saint-Samson-la-Poterie (Oise) lui sont dédiées.
On trouve son nom dans Tristan et Iseult, dont un épisode se déroule en la paroisse Saint-Samson.
Les Bretons fuyant les Vikings importèrent le culte de ce saint ; ses reliques furent déposées en 930 dans le monastère de Saint-Symphorien d’Orléans, qui devint abbaye puis prieuré de Saint-Samson. Acta Sanctorum, juillet, VI, 568. Fête : 28 juillet. Une cuve baptismale se trouve à Pleine-Fougères (Ille-et-Vilaine) au lieu-dit L'Île Saint-Samson (accès par la route départementale qui va de Pontorson à Sougéal). Ce lieu-dit est sur le chemin allant du Mont-Saint-Michel à Saint-Jacques-de-Compostelle.
Inventaire cartographique des lieux, représentations, fêtes, reliques et autres traces de ce "saint celtique".

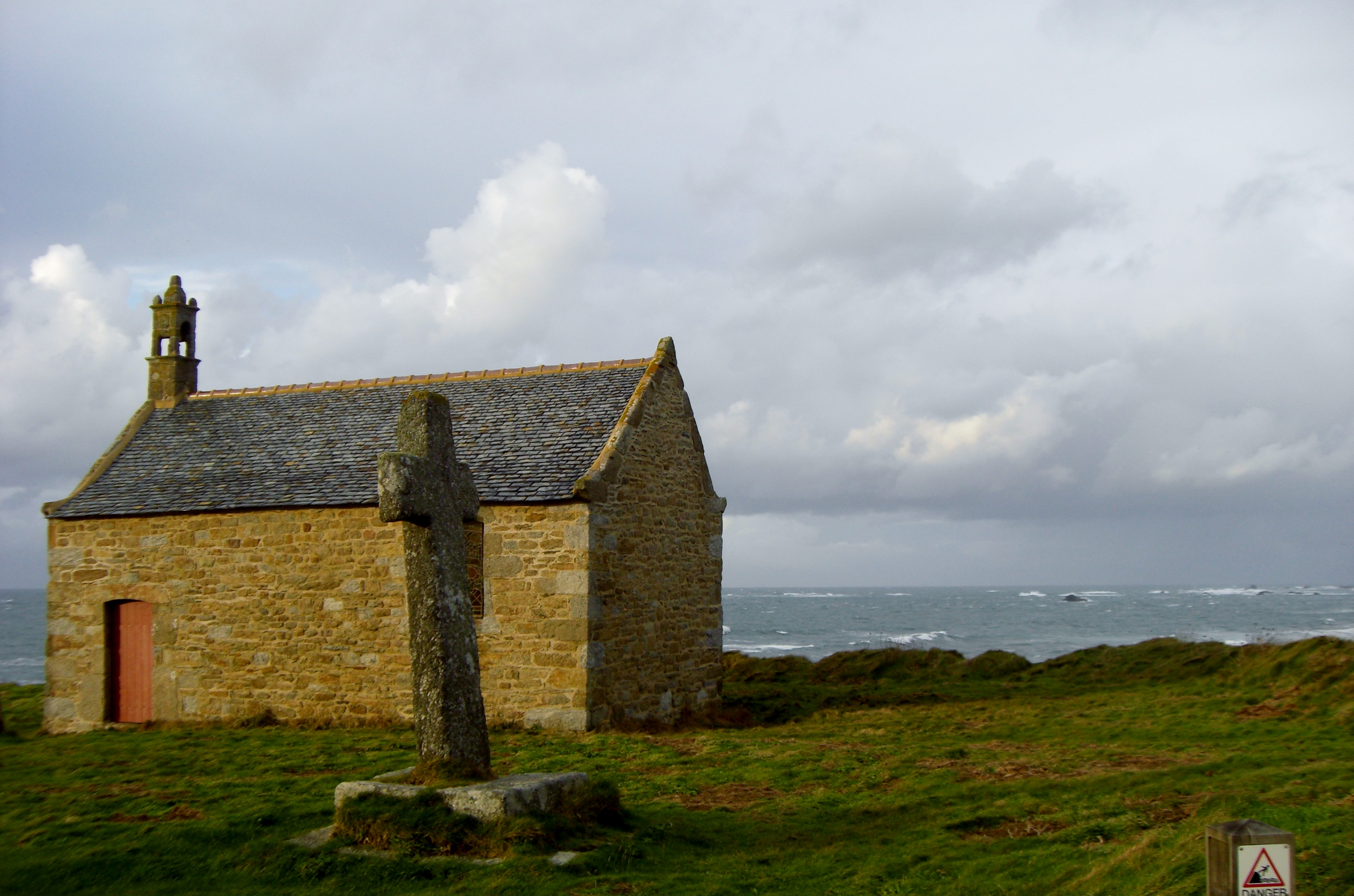
Landunvez : la chapelle Saint-Samson et sa croix.
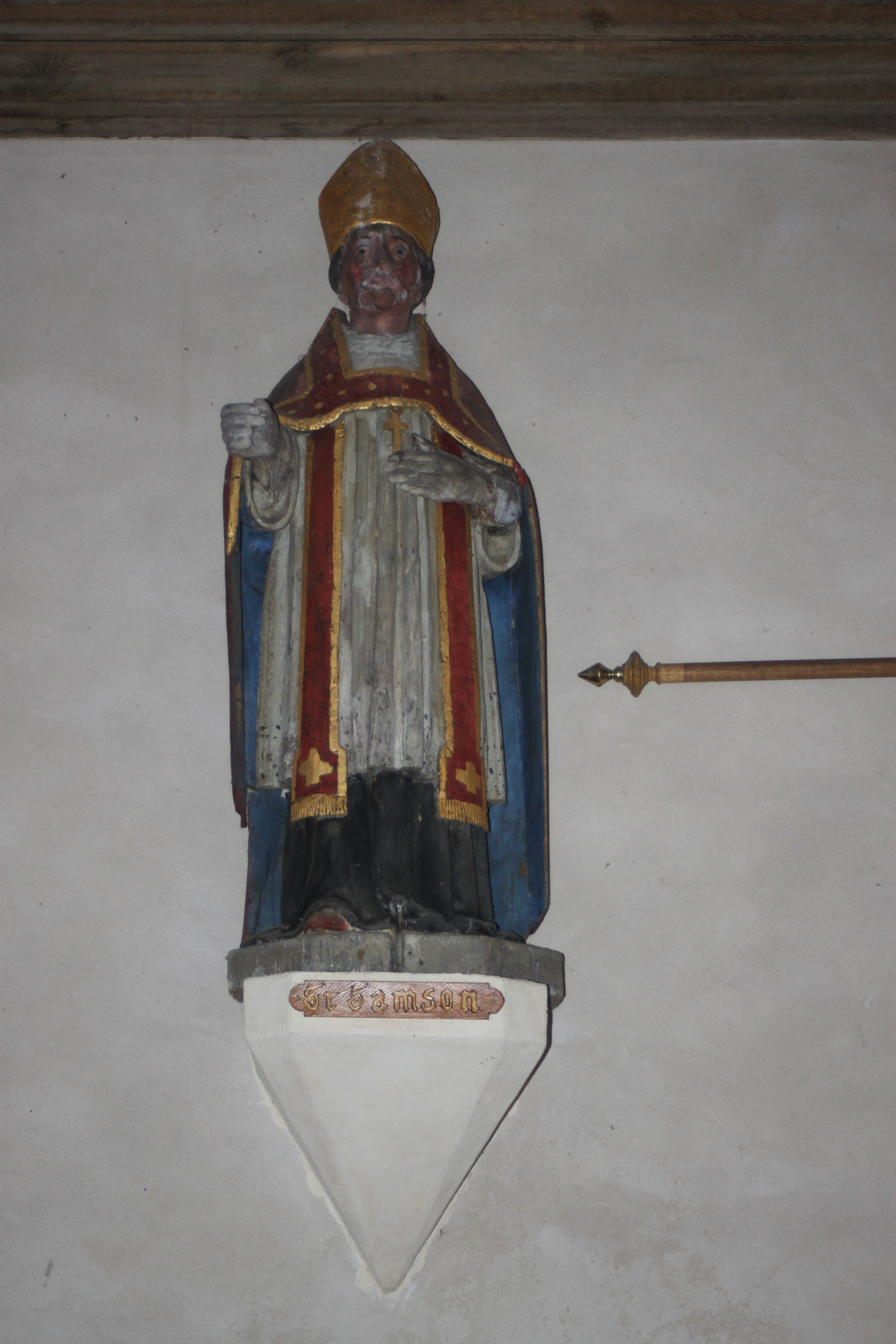
Statue de saint Samson, chapelle des Sept-Saints à Erdeven (Morbihan).
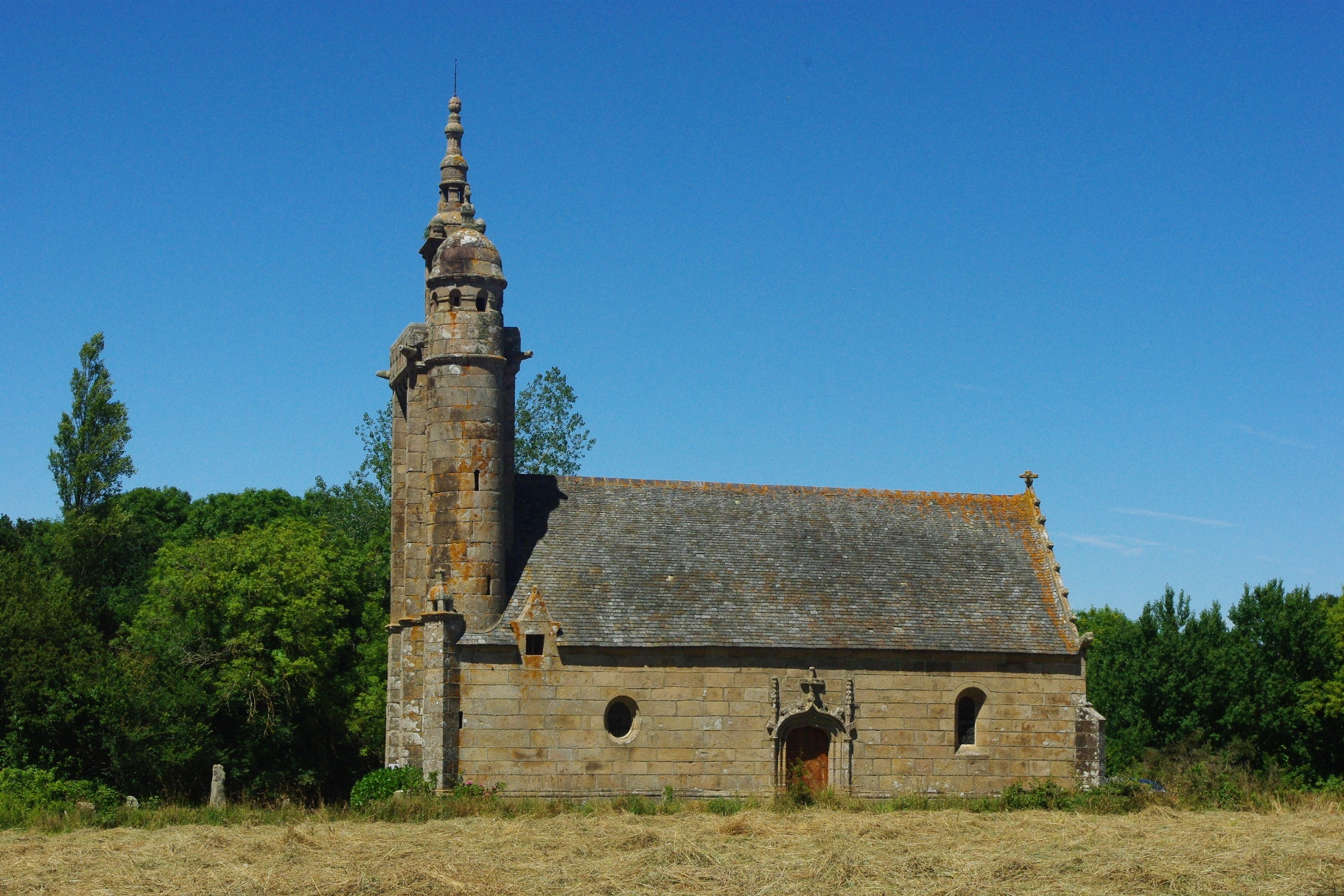
La chapelle de Saint-Samson à Pleumeur-Bodou (Côtes d'Armor)